# Rustam Ashurmatov
Rustam Ashurmatov (Kokand, 7 de julio de 1996) es un futbolista uzbeko que juega en la demarcación de defensa para el Esteghlal FC de la Iran Pro League.

## Selección nacional
Tras jugar en varias categorías inferiores de la selección, finalmente hizo su debut con la selección de fútbol de Uzbekistán en un partido amistoso contra Georgia que finalizó con un resultado de empate a dos tras los goles de Teimuraz Shonia y Saba Lobjanidze para Georgia, y un doblete de Eldor Shomurodov para Uzbekistán.

## Clubes
| Club                  | País          | Año       | Partidos | Goles |
| --------------------- | ------------- | --------- | -------- | ----- |
| Kokand 1912           | Uzbekistán    | 2014      | 2        | 0     |
| FC Bunyodkor          | Uzbekistán    | 2015-2019 | 121      | 5     |
| Gwangju FC            | Corea del Sur | 2019-2020 | 47       | 2     |
| Gangwon FC            | Corea del Sur | 2021-2022 | 21       | 1     |
| PFC Navbahor Namangan | Uzbekistán    | 2022      | 32       | 2     |
| FC Rubin Kazan        | Rusia         | 2023-2025 | 45       | 3     |
| Esteghlal FC          | Irán          | 2025-     |          |       |